# Тершаковець Михайло

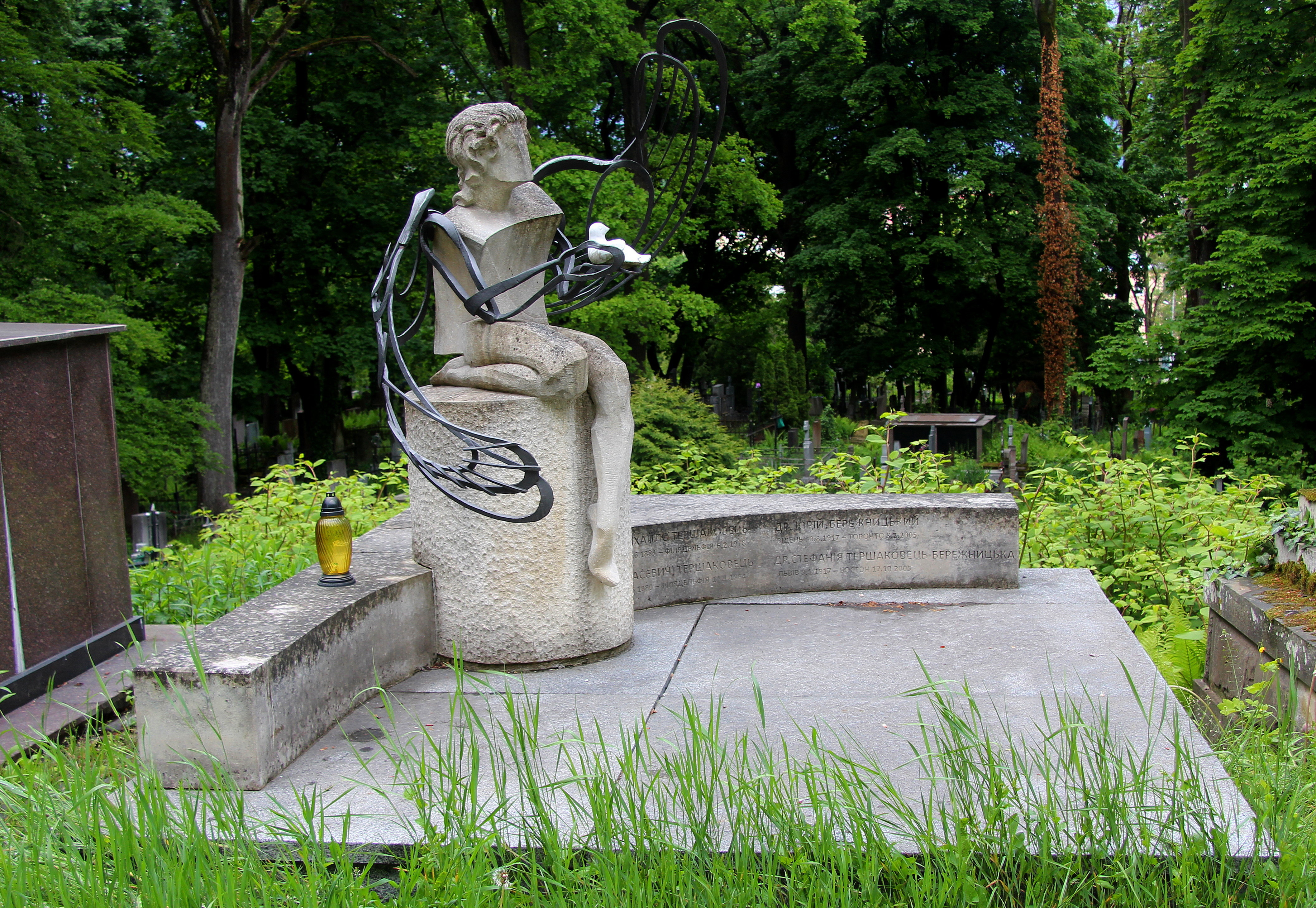
Могила Михайла Тершаковця на 45 полі Личаківського цвинтаря

Миха́йло Іванович Тершако́вець (11 червня 1883, с. Кліцько, нині — Львівського району, Львівської області — 6 лютого 1978, Філадельфія, Пенсільванія, США) — український історик літератури і педагог. Племінник громадського та політичного діяча Григорія Андрійовича Тершаковця, двоюрідний брат діяча ОУН та воїна УПА Зиновія Григоровича Тершаковця.

## Біографія
Народився у с. Кліцько, біля Комарна (Галичина). Початкову освіту здобув вдома, потім продовжив навчання у школі містечка Комарна. У 1894—1902 роках навчався у Львівській гімназії. Після її закінчення продовжив студії на філософському факультеті Львівського університету, а згодом на філософському факультеті Віденського університету.
Дійсний (з 1914) і почесний (з 1974) член НТШ, довголітній учитель Академічної гімназії (1906—1944) (викладав у Львівській і Сяноцькій гімназіях), доцент української літератури Львівського державного університету імені Івана Франка (1940—1941).
У 1944 році разом із родиною емігрував до Відня, викладав у гімназії, потім Віденському університеті. Захистив докторат (1948).
З 1949 року проживав у Філадельфії (США), де й помер. Був похований на цвинтарі в Баунд-Бруку. 5 липня 2011 року його рештки було перепоховано на 45 полі Личаківського цвинтаря у Львові.

## Творчий доробок
Найбільший науковий інтерес мав до літературного життя Галичини доби національного відродження, насамперед творчість фундатора «Руської трійці» Маркіяна Шашкевича.
Праці з історії культури Галичини першої половини XIX століття.
- 1904 — «Маркіян Шашкевич про свою читанку», «Причинки до житєпису Маркіана Шашкевича та дещо із його письменської спадщини».
- 1906 — «Причинок до студій над М. Шашкевичем».
- 1907 — Матеріали й замітки до історії національного відродження Галицької Руси в 1830 та 1848 рр.".
- 1908 — «Гал. руське літературне відродження».
- 1910 — «Відносини Вартоломея Копітара до галицько-українського письменства».
- 1911 — «До життєписи Маркіяна Шашкевича».

із літератури княжої доби:
- 1928 — «Переказ про Кия, Щека і Хорива та їх сестру Либедь» (у ювілейній збірці УАН на пошану Михайла Грушевського).